# Brian Culbertson
Brian Culbertson (Decatur, 12 gennaio 1973) è un musicista statunitense.
Figlio di Jim Culbertson, trombettista e direttore di una jazz band, Brian suona la tastiera e il trombone.
Fortemente influenzato dal funk, gran parte del materiale di Culbertson è costituito da un funk strumentale.
Culbertson ha pubblicato dodici album. I primi quattro con l'etichetta Mesa / Bluemoon: Long Night Out del 1994, Modern Life del 1995, After Hours del 1996 e Secrets del 1997. Dopo essersi trasferito alla Atlantic Records l'album di maggior successo è stato Nice & Slow del 2001.
Brian Culbertson collabora anche con molti altri musicisti della scena del jazz contemporaneo, spesso come compositore e arrangiatore. Attualmente lavora con Dave Koz, Peter White, Richard Elliot, Jeff Lorber, Michael Lington ed Herb Alpert. È sposato con Michelle Culbertson.

## Discografia
- 1994 - Long Night Out
- 1995 - Modern Life
- 1996 - After Hours
- 1997 - Secrets
- 1999 - Somethin' Bout Love
- 2001 - Nice & Slow
- 2003 - Come On Up
- 2005 - It's On Tonight
- 2005 - A Soulful Christmas
- 2006 - Bringing Back the Funk
- 2008 - Live From The Inside
- 2010 - XII
- 2012 - Dreams
- 2014 - Another long night out